# Raatosaari (ö i Norra Karelen, Pielisen Karjala, lat 63,10, long 30,56)
Raatosaari är en ö i Finland. Den ligger i sjön Pyytöjärvi och i kommunen Lieksa i den ekonomiska regionen  Pielinen-Karelen  och landskapet Norra Karelen, i den östra delen av landet, 400 km nordost om huvudstaden Helsingfors. Öns area är 0,4 hektar och dess största längd är 100 meter i nord-sydlig riktning.